# Bartosz Piasecki
Bartosz Piasecki (n. 9 decembrie 1986, Tczew, zona de ocupație americană în Germania⁠(d), Polonia) este un scrimer norvegian de origine poloneă, specializat pe spadă. Este vicecampion olimpic la Jocurile Olimpice de vară din 2012 de la Londra.

## Carieră
S-a născut la Tczew în Voievodatul Pomerania din Polonia, dar părinții săi s-au mutat în Norvegia când avea doi ani. Tatăl său, Mariusz Piasecki, era și el un scrimer de performanță, care a făcea parte din echipa națională a Poloniei, și lucrează ca antrenor la clubul Bygdø Fekteklubb Oslo. Bartosz a început să practice scrima la vârsta de nouă ani. A cucerit o medalia de bronz la Campionatul European sub 23 de ani din 2009 de la Debrecen.
S-a calificat la Jocurile Olimpice de vară din 2012 de la Londra, după ce s-a clasat printre cei patru finaliști la turneul preolimpic de la Bratislava. Clasat pe locul 47 mondial, a reușit surpriza la proba de spadă masculin, ajungând în sferturile de finală, unde l-a învins la limită pe francezul Yannick Borel. Apoi a trecut de sud-coreeanul Jung Jin-sun, dar a pierdut în finală cu venezuelanul Rubén Limardo și s-a mulțumit cu argint, cel mai bun rezultat al unui scrimer norvegian din istoria olimpică. A încheiat sezonul 2011-2012 pe locul 14 în clasamentul FIE, cel mai bun din carieră. Pentru realizerea sa, a primit Premiul Olimpic „Fearnley”.
După Jocurile a urmat o perioadă grea, în care a coborât pe locul 84 la sfârșitul sezonul 2013-2014. Și-a redobândit succesul la Jocurile Europene din 2015, unde a ajuns în sferturile de finală. A fost învins de rusul Serghei Hodos și a rămas cu bronzul. La Campionatul Mondial de la Moscova, a fost eliminat în tabloul de 16 de danezul Patrick Jørgensen.

## Viață personală
A absolvit un masterat de informatică la Universitatea din Oslo și lucrează ca profesor de matematică la un liceu de Oslo.

## Palmares
Clasamentul la Cupa Mondială
| An  | 2005 | 2006 | 2007 | 2008 | 2009 | 2010 | 2011 | 2012 | 2013 | 2014 | 2015 |
| --- | ---- | ---- | ---- | ---- | ---- | ---- | ---- | ---- | ---- | ---- | ---- |
| Loc | 122  | 147  | 125  | 109  | 99   | 317  | 49   | 14   | 45   | 84   | 74   |

## Legături externe
- Prezentare Arhivat în 4 noiembrie 2014, la Wayback Machine. la Confederația europeană de scrimă
- en Bartosz Piasecki la Olympedia.org